# Гасдрубал (газоконденсатне родовище)
Гасдрубал — офшорне газоконденсатне родовище в туніському секторі Середземного моря.

## Опис
Як і розташоване неподалік родовище Міскар, Гасдрубал відкрила у 1975 році французька компанія Elf Aquitaine (один із попередників Total), яка однак не стала його розробляти через відсутність внутрішнього ринку та недостатність запасів для експорту. Лише у 1990-х роках компанія BG провела дорозвідку проекту, спорудивши 3 додаткові свердловини. Поклади вуглеводнів виявлені у нумулітових вапняках еоценової формації El Garia, при цьому газоматеринськими породами є глинисто-вапнякова формація Bou Dabbous, що відноситься до того ж геологічного періоду.
В 2002 році бурове судно Key Manhattan спорудило свердловину Hasdrubal South West-1, яка відкрила поклади легкої нафти та підтвердила наявність південно-східного продовження родовища.
Гасдрубал розташоване в затоці Габес за 100 км від узбережжя, в районі з глибиною моря 62 метри. Видобуток розпочався у 2009 році з трьох свердловин, підключених до платформи Гасдрубал-А. Остання була споруджена у нідерландському Вліссінгені та змонтована плавучим краном великої вантажопідйомності Rambiz. Її ґратчаста опорна основа висотою 70 метрів важить 1000 тонн, тоді як п'ятипалубна надбудова («топсайд») розмірами 46х30х29 метрів важить 1450 тонн.
Видобутий газ спрямовується по трубопроводу діаметром 450 мм та довжиною 110 км на газопереробний завод Гасдрубал, розташований біля міста Сфакс неподалік ГПЗ Ганнібал (обслуговує згадане вище родовище Міскар). Виділені з продукції родовища пропан та бутан реалізуються на місцевому ринку, тоді як конденсат транспортується по трубопроводу довжиною 67 км до порту La Skhira для експортних поставок.
Запаси родовища оцінюються у 7,3 млрд м3 газу та 25 млн барелів конденсату.
На початку 2010-х років видобуток газу на родовищі досяг рівня 5 млн м3 газу на добу.